# Mandelieu-la-Napoule
Mandelieu-la-Napoule ist eine französische Gemeinde mit 21.201 Einwohnern (Stand 1. Januar 2022) an der Mittelmeerküste (Côte d’Azur) im Département Alpes-Maritimes in der Region Provence-Alpes-Côte d’Azur. Sie liegt westlich von Cannes und ist für ihren großen Yachthafen und ihre Burg La Napoule bekannt.
Durch die Gemeinde verläuft die Autoroute A 8 (La Provençale). Östlich der Gemeinde befindet sich der Flugplatz Cannes-Mandelieu.

## Bevölkerungsentwicklung
| Jahr                       | 1962 | 1968 | 1975 | 1982   | 1990   | 1999   | 2006   | 2016   |
| Einwohner                  | 3981 | 6124 | 9535 | 14.283 | 16.493 | 17.870 | 20.850 | 22.168 |
| Quellen: Cassini und INSEE |      |      |      |        |        |        |        |        |

## Städtepartnerschaften
Die Gemeinde pflegt partnerschaftliche Beziehungen mit
- Crans-Montana im Kanton Wallis, Schweiz, seit 1993
- Ottobrunn in Bayern, Deutschland, seit 2000
- Imperia in der Region Ligurien, Italien, seit 2003

## Sehenswürdigkeiten
- Schloss La Napoule, Burg aus dem 12. Jahrhundert, später zum Schloss umgebaut (Monument historique)

## Persönlichkeiten
- Eddy Ottoz (* 1944), ehemaliger italienischer Leichtathlet, ist in Mandelieu-la-Napoule geboren.